# Ilomilo
Ilomilo (gestileerd als ilomilo) is een single van de Amerikaanse singer-songwriter Billie Eilish afkomstig van haar debuut studioalbum When We All Fall Asleep, Where Do We Go? uit 2019. Eilish en haar broer Finneas O'Connell hebben het nummer samen geschreven, O'Connell heeft het geproduceerd. Muzikaal gezien is het een elektropopnummer met instrumentale invloeden vanuit ska. Het nummer is geïnspireerd op de gelijknamige videogame.
De teksten van Eilish gaan over verschillende onderwerpen waaronder verlatingsangst en suïcidale gedachten, terwijl haar vervormde en stotterende stem wordt gezongen over een vergelijkbaar vervormde bas. Voor promotionele doeleinden werd het nummer live uitgevoerd tijdens Eilish's When We All Fall Asleep Tour in 2019 en haar Where Do We Go? World Tour in 2020. Op 24 april 2020 werd een geanimeerde visualizer uitgebracht voor het nummer. Toen het album When We All Fall Asleep, Where Do We Go? uitgebracht werd bereikte het nummer plek 62 in de Amerikaanse Billboard Hot 100 en behaalde het een plaats in de top 40 in Canada en Australië. In elk van deze landen werd het nummer met goud gecertificeerd. In de Nederlandse Single Top 100 kwam het nummer op de 63e plek.